# Neuwingerova smrt
Neuwingerova smrt je pomníček u Bílého Potoka v Jizerských horách na severu České republiky. Má podobu kříže doplněného plechovou tabulkou, na které je nápis. Obojí je osazené na vzrostlém buku na kraji lesa u červeně značené turistické trasy pojmenované Jedlová cesta, v jejím úseku mezi Sedmitrámovým mostem a Bílým Potokem, od něhož je vzdálena přibližně 600 metrů. V těchto místech byl 9. srpna 1927 nalezen zastřelený statný srnec a vedle něj leželo tělo úspěšného lovce, správce blízké pily Josefa Neuwingera, jehož zde – z radosti nad úlovkem – postihla mrtvice.
Na tabulce je český a německý nápis „Při honu zemřel na mrtvici Josef Neuwinger z Bílého Potoka 9. VIII 1927“.